# Juí de prohoms
Durant l'edat moderna, el juí de prohoms de ventura era un privilegi de què gaudien les ciutats de Barcelona i Lleida que permetia als consellers o paers de la ciutat jutjar les causes criminals pendents en cas que el rei o el seu lloctinent estiguessin absents del municipi. La sentència no es podia apel·lar i a més s'executava immediatament, cosa que feia aquest procés especialment temut perquè no acostumaven a ser clements.
En el cas barceloní, els cinc consellers del consistori podien presentar-se a la presó reial amb una comissió de 24 consellers més i exigir que se'ls llegís en veu alta l'enquesta judicial d'un pres determinat. Tot seguit, els de la comitiva votaven la sentència que volien i el veguer de la ciutat (o el portantveus de general governador si hi era) estava obligat a dictar aquella sentència.